# Morris (historietista)
Maurice de Bévère, más conocido por el seudónimo de Morris (Cortrique, 1 de diciembre de 1923 - Bruselas, 16 de julio de 2001) fue un dibujante de historietas belga. 
Morris es considerado uno de los más notables historietistas belgas del siglo XX. Su creación más conocida es el vaquero Lucky Luke (1955-2001), Morris escribió sus primeras historias en solitario pero después desarrolló junto con el francés René Goscinny, quien ayudó mucho a Morris a definir su humor y sarcasmo.

## Biografía
Nacido en Cortrique, Bélgica, Morris empezó dibujando en la "Compagnie Belge d'Actualités (CBA) animations studios", unos pequeños y recién creados estudios de animación en Bélgica, donde se encontró con Peyo y André Franquin. Tras la guerra, la compañía cerró y Morris trabajó como ilustrador para Het Laatste Nieuws, un periódico flamenco, y Le Moustique, un magazine semanal publicado por Dupuis, para el que hizo unas 250 portadas y otras numerosas ilustraciones, principalmente caricaturas de estrellas de cine.
Posteriormente, comenzó con la serie que le haría famoso, "Lucky Luke", un homenaje en tono paródico a las películas de género «western», en la que contaba las desventuras del vaquero del título, un hombre de pasado desconocido que era un maestro del revólver y que recorría el oeste americano viéndose envuelto en multitud de aventuras, llegando a introducir en la serie a personajes reales de la época, como Belle Starr o William McCarthy. Tras dos años trabajando en solitario, Morris conoció al gran monstruo del cómic René Goscinny, con quién trabó una buena amistad y que se ocupó de los guiones desde entonces, introduciendo a personajes como los hermanos Dalton.
Murió a causa de una caída accidental.[cita requerida]

### Lucky Luke
En 1946, Morris creó a Lucky Luke para la revista Spirou, la revista de cómics franco-belga publicada por Dupuis. Lucky Luke es un vaquero solitario que viaja por el Salvaje Oeste, ayudando a los necesitados y ayudado por su fiel caballo, Jolly Jumper. La primera aventura, "Arizona 1880", se publicó en L'Almanach Spirou 1947, que salió a la venta el 7 de diciembre de 1946.
Morris se convirtió en uno de los artistas centrales de la revista. Formó parte de la llamada La bande des quatre (la banda de los cuatro), con Jijé, André Franquin y Will. Los cuatro vivieron y trabajaron durante un par de años en el estudio de Jijé en Waterloo, y se hicieron muy buenos amigos, estimulándose desde el punto de vista artístico unos a otros.
En 1948, Morris, Jijé y Franquin viajaron a los Estados Unidos (Will era aún demasiado joven y tuvo que quedarse en Bélgica). Querían conocer el país, ver lo que quedaba del Salvaje Oeste y conocer a algunos artistas de cómic estadounidenses. Morris fue el que se quedó más tiempo de los tres, y desde allí siguió enviando tiras regulares a la revista Spirou. Durante su estancia de seis años en los Estados Unidos, Morris conoció a Jack Davis y Harvey Kurtzman, y les ayudó a fundar su revista Mad en EC Comics.
En los Estados Unidos fue también donde conoció a René Goscinny, dibujante y escritor de cómics francés. Los dos habrían de empezar entonces una larga colaboración, y Goscinny escribió todas las historias de Lucky Luke entre 1955 y su muerte en 1977. En los años 50, Goscinny era todavía bastante desconocido, pero se convirtió en el escritor de cómics de mayor éxito en Europa, primero con Lucky Luke y unos años más tarde con su serie Astérix.
La estancia de Morris en Estados Unidos fue fundamental para su desarrollo, no solo por su colaboración con Goscinny, sino porque le permitió acumular una gran cantidad de documentación para su trabajo posterior. Fue bajo la influencia de los colaboradores de Mad que convirtió a Lucky Luke en una verdadera parodia. Fue también durante su estancia en Estados Unidos cuando Morris dio vida a los hermanos Dalton, inspirándose en los verdaderos hermanos Dalton, a los que investigó en la biblioteca de Nueva York. También se familiarizó en este país con las películas de Hollywood de la época. En los años siguientes, Morris introdujo muchas técnicas cinematográficas en sus cómics, como el uso de planos congelados y primeros planos. El estilo de Walt Disney ya era desde antes una influencia, lo que puede verse en las líneas muy redondeadas que caracterizan los primeros álbumes de Lucky Luke. Muchos personajes de sus historietas también están claramente basados en actores estadounidenses famosos, como Jack Palance, Gary Cooper, W.C. Fields o William Hart. También caricaturizó a personajes inesperados, como Louis de Funès o el cantante francés Serge Gainsbourg.
Las primeras 31 aventuras de Lucky Luke fueron publicadas por Dupuis. A finales de los años 60, Morris dejó Dupuis y Spirou y se fue con Dargaud y la revista Pilote, que había sido creada por su amigo y colaborador Goscinny junto con otros autores.
En 1983, Hanna-Barbera hizo una serie animada de 26 capítulos de Lucky Luke, aumentando la popularidad de la serie. A principios de la década de 1990 se realizaron otros 26 capítulos de serie animada, a los que siguieron tres películas de acción real. También se hicieron algunos videojuegos basados en la serie. Lucky Luke es la serie de cómics europea más vendida de la historia, con más de 300 millones de ejemplares vendidos, y publicada en más de treinta idiomas.
A diferencia de muchos de sus contemporáneos, Morris nunca trabajó en varias series. Realizó numerosas ilustraciones para historias en los años 40 y 50. En los años 90, realizó Rantanplán, un spin-off de Lucky Luke, protagonizado por el perro más tonto del oeste.